# Ala I Praetoria

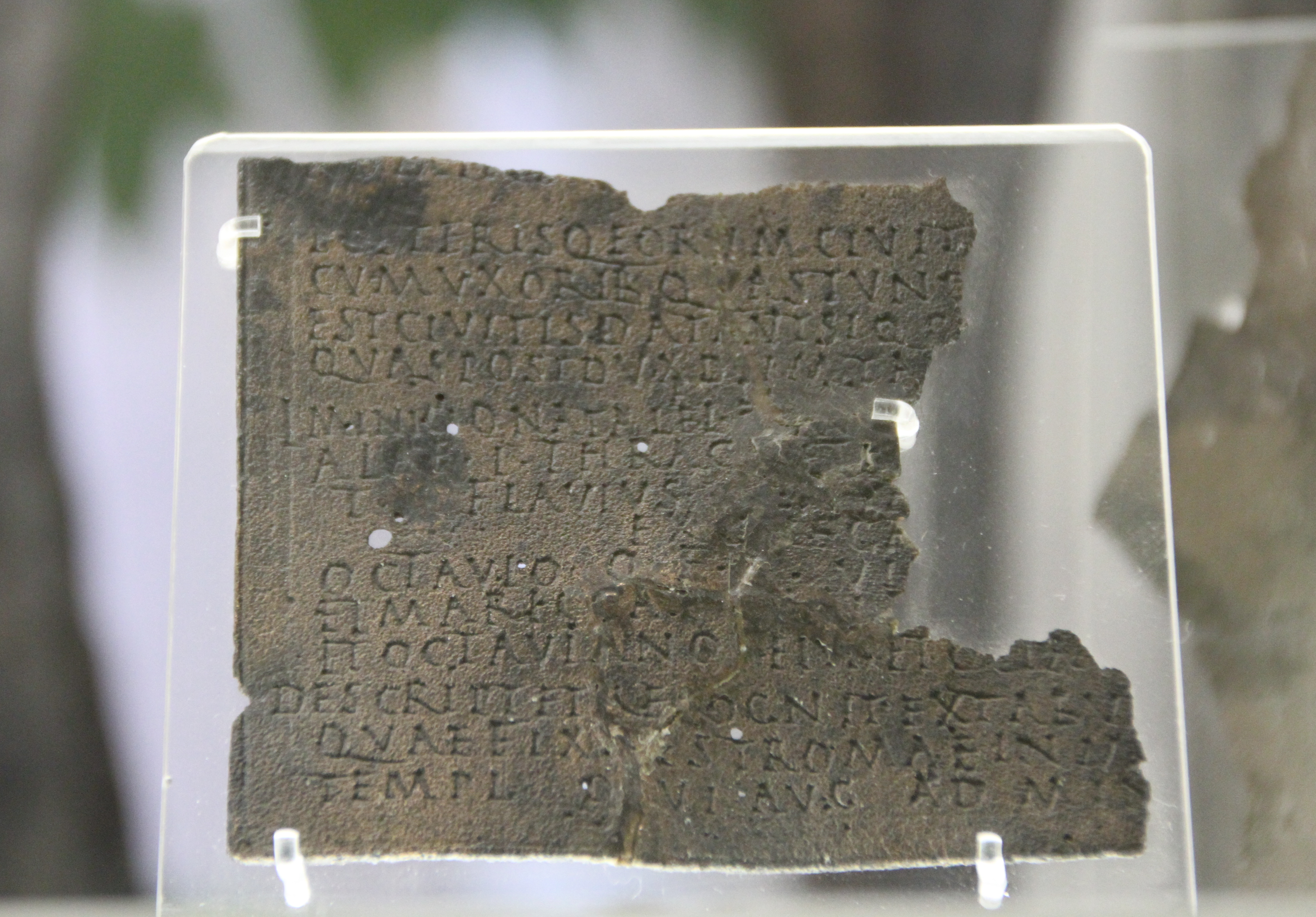
Das Militärdiplom von 139 n. Chr.

Die Ala I Praetoria [civium Romanorum] (deutsch 1. Ala Praetoria [der römischen Bürger]) war eine römische Auxiliareinheit. Sie ist durch Militärdiplome und Inschriften belegt.

## Namensbestandteile
- Ala: Die Ala war eine Reitereinheit der Auxiliartruppen in der römischen Armee.

- I: Die römische Zahl steht für die Ordnungszahl die erste (lateinisch prima). Daher wird der Name dieser Militäreinheit als Ala prima .. ausgesprochen.

- Praetoria: Die Bezeichnung leitet sich vom Praetorium ab, dem Hauptquartier eines Feldherrn.[A 1]

- civium Romanorum: der römischen Bürger. Den Soldaten der Einheit war das römische Bürgerrecht zu einem bestimmten Zeitpunkt verliehen worden. Für Soldaten, die nach diesem Zeitpunkt in die Einheit aufgenommen wurden, galt dies aber nicht. Sie erhielten das römische Bürgerrecht erst mit ihrem ehrenvollen Abschied (Honesta missio) nach 25 Dienstjahren. Der Zusatz kommt in den Militärdiplomen von 110 bis 192 und in Inschriften[1] vor.

Da es keine Hinweise auf den Namenszusatz milliaria (1000 Mann) gibt, war die Einheit eine Ala quingenaria. Die Sollstärke der Ala lag bei 480 Mann, bestehend aus 16 Turmae mit jeweils 30 Reitern.

## Geschichte
Die Ala war in den Provinzen Germania inferior, Pannonia und Pannonia inferior (in dieser Reihenfolge) stationiert. Sie ist auf Militärdiplomen für die Jahre 85 bis 192 n. Chr. aufgeführt.
Die Einheit war im 1. Jhd. in der Provinz Germania inferior stationiert. Sie nahm wahrscheinlich an den verschiedenen Feldzügen des Germanicus um 14/16 in Germanien teil; wie aus einer Inschrift hervorgeht, erhielt ein Kommandeur dafür von Germanicus Auszeichnungen.
Zu einem unbestimmten Zeitpunkt wurde die Ala in die Provinz Pannonia verlegt, wo sie erstmals durch ein Diplom nachgewiesen ist, das auf 85 datiert ist. In dem Diplom wird die Ala als Teil der Truppen (siehe Römische Streitkräfte in Pannonia) aufgeführt, die in der Provinz stationiert waren. Weitere Diplome, die auf 110 bis 192 datiert sind, belegen die Einheit in Pannonia inferior.
Der letzte Nachweis der Ala beruht auf einer Inschrift, die auf 193/197 datiert ist.

## Standorte
Standorte der Ala in Germania inferior waren möglicherweise:
- Colonia Claudia Ara Agrippinensium (Köln): eine Inschrift[9] wurde hier gefunden.

Standorte der Ala in Pannonia waren möglicherweise:
- Teutoburgium (Erdut): eine Inschrift[10] wurde hier gefunden.

## Angehörige der Ala
Folgende Angehörige der Ala sind bekannt:

### Kommandeure
| - Gaius Fabricius Tuscus, ein Präfekt (AE 1973, 501) - Gaius Rutilius Honoratus: er wird auf dem Diplom von 154 als Kommandeur genannt. - M(arcus) Arruntius Claudian[u]s, ein Präfekt (AE 1972, 572) | - M(arcus) Rossius Vitulus, ein Präfekt (AE 1914, 248); er war auch Präfekt der Cohors II Hispanorum. - Marcus Statius Priscus Licinius Italicus, ein Präfekt (CIL 6, 1523) |

### Sonstige
| - [?], ein Duplicarius (CIL 13, 8310) - Claudius Marcellus, ein Soldat: das Diplom von 154 wurde für ihn ausgestellt. | - M(arcus) Ulp(ius) Super, ein Decurio (CIL 3, 3272); er war auch Summus Curator der Ala I Civium Romanorum. |